# La vida sigue igual (película)
La vida sigue igual es una película española musical dirigida por Eugenio Martín y estrenada en 1969. Inspirada en hechos reales de la biografía del protagonista, el cantante Julio Iglesias, cuyo personaje incluso conserva el nombre, así como en la historia de la canción del mismo título.

## Sinopsis
Julio (Julio Iglesias), un prometedor guardameta del Real Madrid, aficionado a cantar y componer, ve su oportunidad deportiva cuando su compañero sufre una lesión y es convocado para sustituirle. Pero la desgracia se cebará con él cuando un inoportuno accidente de coche le daña la columna y se ve obligado a renunciar al que tenía que ser el partido de su vida. Cansado de su mala suerte, se marcha solo a un hotel de La Manga del Mar Menor para intentar recuperarse. Allí conocerá a Luisa (Jean Harrington) y su destino empezará a encaminarle hacia la música y los escenarios.

## Recepción
En la Cuba de principios de los años 70 la película tuvo un éxito descomunal convirtiéndose en un fenómeno cultural que alargó durante años su presencia en las salas de cine, reponiéndose habitualmente en los cines de barrios. Muchas personas vieron la película más de 10 veces en el mes de su estreno en la isla. Era una época en la que no se tenía en casa la calidad de sonido que se escuchaba en el cine y esta película tenía muchas canciones que fueron éxitos internacionales, de modo que la película capitalizó "la insurgente necesidad del público de «ver la música»".Además, su  carácter biográfico acercaba la vida 'real' de una estrella internacional al público cubano, poco acostumbrado a conocer las vidas de los cantantes y estrellas del momento debido a la ausencia de prensa rosa, desterrada "por completo del panorama cultural cubano".

## Reparto
| Intérprete          | Personaje           |
| ------------------- | ------------------- |
| Julio Iglesias      | Julio Iglesias      |
| Jean Harrington     | Luisa               |
| Charo López         | María José          |
| Micky               | Tony                |
| Florinda Chico      | Mercedes            |
| Mayrata O'Wisiedo   | Madre de María José |
| Andrés Pajares      | Quique              |
| William Layton      | D. Miguel           |
| Goyo Lebrero        | Marido de Mercedes  |
| Rafael Hernández    | Ezequiel            |
| Erasmo Pascual      | Dueño de la taberna |
| Betsabé Ruiz        | Amiga de María José |
| Loreta Tovar        | Paquito Rodriguez   |
| Rafael Vaquero      |                     |
| José González Nebot |                     |
| Fedra Lorente       | Amiga de julio      |
| Carlos Lucas        | Vendedor de Coches  |
| Paloma Juanes       |                     |
| José Fernández      |                     |
| Enrique Madole      |                     |
| Inma de Santis      | La niña             |
| Bárbara Rey         |                     |
| José Sancho         | Amigo de julio      |

## ¿Dónde se rodó?
Hotel Entremares, Segunda Avenida, s/n, La Manga, Murcia